# 安田陽子 (サッカー選手)
安田 陽子（やすだ ようこ、1972年8月31日 - ）は、日本の元女子サッカー選手。富山県富山市出身。現小学校教師

ポジションは、GK。

## 所属クラブ
- シロキFCセレーナ
- ?年 - 2000年 高岡クィーンズ
- 2001年 - 2003年 岡山湯郷Belle[1]

## タイトル・代表歴
- 1995年：第3回JLSL東西対抗戦 西軍選抜選手
- 国体富山県成年女子選抜選手